# بريتومارتيس
بريتومارتيس (بالإنجليزية: Britomartis)‏، هي إلهة يونانية للجبال والصيد، كانت تعبد في المقام الأول في جزيرة كريت. كان يعتقد أحيانا أنها حورية جبلية، ولكن غالبا ما جرت مُماهاتها مع أرتميس وأفايا، راعية إيجينا "غير المرئية".